# Sun Netra
Sun Netra — торговая марка различных серверов, выпускавшихся корпорацией Sun Microsystems, использовавшийся с 1994 года. Изначально серверы Netra (такие как Netra i и Netra j) представляли собой переделанные системы серий SPARCstation и Sun Ultra, дополненные серверным программным обеспечением.

Позже название Netra преимущественно использовалось для обозначения сертифицированных по стандартам NEBS отказоустойчивых (carrier grade) серверов для применения в электросвязи